# Hypoxémie
L'hypoxémie est la diminution de la quantité d'oxygène transportée dans le sang. La pression partielle en O2 diminue (synonyme généralement d'un mauvais échange entre les alvéoles pulmonaires et les capillaires sanguins). On parle d'hypoxémie lorsque la pression partielle d'O2 chute en dessous de PaO2 < 80 mmHg.
Une hypoxémie peut notamment conduire à une hypoxie ou à une tachycardie.
L'hypoxémie résulte de problèmes liés à un ou plusieurs des principaux mécanismes d'oxygénation :
1. Apport d'oxygène aux alvéoles
a. Teneur en oxygène de l'air inspiré (FiO2)
b. Ventilation des alvéoles
2. Diffusion de l'oxygène des alvéoles vers le sang
a. Équilibre entre ventilation et perfusion alvéolaire (inadéquation V̇/Q̇)
b. Diffusion de l'oxygène à travers la membrane alvéolocapillaire
3. Perfusion des capillaires pulmonaires